# Vasasi Bányász TC
A Bányász Torna Club (korábban Vasasi Bányász Torna Club), közismertebb nevén Vasasi Bányász egy amatőr labdarúgóklub a Baranya vármegyei Pécs-Vasason, jelenleg a Baranya megyei negyedosztályban szerepel. A klubot 1921-ben alapították és közel százéves fennállása alatt szinte kizárólag a megyei bajnokságok különböző osztályaiban szerepelt, illetve egy szezon erejéig az NB III-ba is feljutott az egyesület.

## Története
A klubot 1921-ben alapították az akkor még önálló településnek számító Vasason, ekkoriban a faluban lévő bánya tulajdonosa, a Dunagőzhajózási Vállalat állt a csapat mögött.

## Sikerei

### Megyei
- Megyei bajnok: 1954, 1957 tavasz, 1971-72

## A csapat jelenlegi kerete
2013. február 2-i állapot szerint.
- Temesi Nándor
- Bodor Miklós
- Pataki Zoltán
- Németh Norbert
- Kerner Zoltán
- Györkő László
- Rácz Gábor
- Vörösvári Ferenc
- Sipos Zsolt
- Kanizsa Tivadar
- Bárhoff György
- Papp Tamás
- Róth Norbert
- Veres Zsolt
- Dömse Dénes
- Csordás Attila
- Bogár István
- Schmidt Csaba